# Euphranta furcifera
Euphranta furcifera är en tvåvingeart som först beskrevs av Walker 1861.  Euphranta furcifera ingår i släktet Euphranta och familjen borrflugor. Inga underarter finns listade i Catalogue of Life.